# Peixe-tigre-golias
O peixe-tigre-golias (Hydrocynus goliath), também conhecido como monstro-do-rio, é uma espécie africana de peixe do género Hydrocynus que habita o rio Congo e pode pesar mais de 35 kg.
Várias espécies pertencentes ao gênero Hydrocynus da família Alestidae são referidos como "Peixe-Tigre", e são particularmente valorizados como peixes de pesca esportiva. Estes peixes são encontrados em muitos rios e lagos do continente africano e são ferozes predadores com distintivos que são dentes proporcionalmente grandes.
Os Peixes tigres africanos são prateados, ao contrário das espécies mais famosas do dourado, que é de ouro. Coincidentemente, o dourado é conhecido como o "Tigre del Rio" (Tiger do rio) na sua terra natal.
A lendária ferocidade do Peixe Tigre é complementada por um saco cheio de gás em seu corpo que age como um receptor de som sofisticado. O saco permite que o Peixe Tigre detecte vibrações na água aberta. Jovens em grandes números muitas vezes atacam a fonte dos sons ou vibrações e, portanto, animais de quase qualquer tamanho, incluindo grandes animais em seu próprio território. Adultos tendem a viajar em grupos pequenos de até quatro ou cinco indivíduos e são igualmente perigosos. Quando o alimento é escasso ou a competição por alimento é grande demais, o Peixe Tigre pode recorrer ao canibalismo; isto é particularmente comum na estação seca. A espécie tem sido conhecida por atacar seres humanos, especialmente crianças na água rasa. Os ataques podem ser devastadores, como táticas de caça do animal agressivo em grupo podem tornar vítimas indefesas. Mortes decorrentes de ataques foram registradas em vários países.